# Louis-Antoine-Prosper Hérissant
Pour les articles homonymes, voir Hérissant.
Louis-Antoine-Prosper Hérissant est un littérateur et botaniste, né à Paris en 1745, mort le 10 août 1769. Il est le frère de Louis-Théodore Hérissant.
Il a laissé, entre autres ouvrages estimés un poème sur l'imprimerie, intitulé Typographia, carmen (1764, in-4°), et Bibliothèque physique de la France, ou Liste de tous les ouvrages, tant imprimés que manuscrits, qui traitent de l'histoire naturelle de ce royaume (1771, in-8°).

## Source
« Louis-Antoine-Prosper Hérissant », dans Pierre Larousse, Grand dictionnaire universel du XIXe siècle, Paris, Administration du grand dictionnaire universel, 15 vol., 1863-1890 [détail des éditions].
- VIAF
- ISNI
- BnF (données)
- IdRef
- LCCN
- GND
- Belgique
- WorldCat